# Quina nit
Quina nit és un àlbum de Sau publicat el 1990 on apareixen alguns dels temes més coneguts del grup. S'estructura al voltant de certs temes (el desamor, la crítica a la política institucional o l'angoixa) que apareixen a les catorze cançons que conté el disc. Les emocions, tanmateix, són l'element central d'aquestes cançons, per sobre de les lletres. Sau va celebrar 145 concerts per donar a conèixer el disc, incloent-hi la seva actuació al Concert del Palau Sant Jordi del 14 de juny de 1991. El disc es va enregistrar a Londres gràcies al mecenatge de Pere Monells, el qual tenia un deute de gratitud amb un familiar del grup. Allà van fer les mescles als Swanyard Studios, on van poder comptar amb els serveis de Stuart Epps, un tècnic conegut per les seves col·laboracions amb artistes com Elton John o Jimmy Page.

## Cançons[calcitació]

### És inútil continuar
La cançó narra el patiment del narrador per una noia que no li fas cas i juga amb ell, mostrant-se inaccessible però sense deixar la relació, de manera que ell passa els mesos esperant-la i sentint-la cada cop més llunyana. El títol fa referència a la sensació del protagonista de frustració, que considera que no val la pena seguir amb aquesta història però, malgrat tot, la continua pel desig sexual obsessiu que desemboca en pensaments autodestructius i violents. Aquest tema va ser un dels quatre senzills del disc.

### Restaurant xinès
Una altra història d'amor, com la majoria del disc, on el restaurant del títol és un lloc de trobada d'una parella ja trencada que s'evoca per part del protagonista masculí. Ell recorda el nom, el cos i els moments feliços viscuts i es pregunta què quedarà després del temps, si el record romandrà.

### Envia'm un àngel
En aquesta ocasió el cantant demana des del títol, que alhora és la tornada, que vingui un àngel que sigui igual que la noia dels seus somnis, absent. No es detalla si ella està físicament fora, de viatge, morta o la relació s'ha acabat. La nostàlgia domina explícitament la melodia, per això el protagonista viu d'esquena a un futur que no vol viure sense ella, ja que prefereix refugiar-se en un passat on podía tenir-la. L'àngel de la guarda que acompanya els seus passos segons la tradició desitja que sigui com ella per tal de poder caminar junts per la vida i així escapar del dolor que sent, augmentat per un ambient d'hivern que està en consonància amb la malenconia de la melodia.

### Encara que siguin de bar
El senzill barreja afirmació personal amb patriotisme (amb la frase que es va fer cèlebre de "Vull quatre barres") perquè l'autor retreu a la política el fet de no ser autèntica per culpa del partidisme. El narrador proclama la seva llibertat, deslligada del poder, ja que no pensa que es pugui parlar en nom dels altres sinó solament en nom propi. La proclama, però, està amagada sota la forma d'una carta de desamor. El títol aporta el contrapunt irònic i escèptic des del començament ("vull quatre barres encara que siguin de bar"), en el sentit que potser no es poden assolir les barres de la senyera catalana i, per tant, caldrà conformar-se amb el taulell d'un bar pel fracàs d'uns polítics hipòcrites.

### Deprimit III
Sau compta amb diverses cançons amb el títol de "Deprimit", on el narrador expressa el seu desànim a causa dun fracàs amorós, agreujat per l'alcohol i per la sensació de futilitat de l'existència. Aquesta és la tercera d'aquestes cançons, que es reprenen amb estrofes literals o molt similars, de manera que poden interpretar-se com versions d'un mateix tema o bé una història narrada entre diverses cançons al llarg de discs publicats en diferents moments. El bar actua, com en altres ocasions, com a centre de trobada i símbol de la depressio del protagonista, condemnat a beure per ofegar les seves penes. Es dirigeix enmig de les estrofes centrals a la dona causant del seu desànim.

### Foc al cos
Foc al cos és un tema altament sexual, on les exclamacions ("oh, oh") puntuen la declaració de desig del narrador, que es dirigeix a una dona que el fa encendre amb foc al cos i a la qual prega que no marxi perquè vol continuar gaudint de l'acte sexual. Ella és "sensual i experta" i per això pot despertar la seva passió. El ritme ràpid de la música s'adiu amb aquestes ànsies expressades pel cantant en la lletra. Aquesta cançó va ser editada com a senzill.

### Si un dia he de tornar
Aquí reapareixen alguns dels temes habituals de la banda com la frustració davant de la vida sense sentit o el desamor. En aquesta ocasió, però, és el protagonista masculí qui menysprea i abandona la dona, a qui considera igual que totes les altres i de la qual s'acomiada per marxar lluny i intentar buscar l'autoconeixement. No descarta que es vegi obligat a tornar, d'aquí el títol, però avisa que no serà un retorn a la vida convencional que se li demana, a les promeses que no pot complir i que el separen de la seva essència i els seus propòsits. La revolta que reclama individualitat i vida autèntica implica oblidar el passat, tot allò que el lliga a un lloc on no se sent bé. Per poder assolir aquest oblit absolut a la darrera estrofa proclama que anirà fins al mar, símbol de l'infinit i la dissolució del jo, arrossegat pel vent.

### Boig per tu
Boig per tu és la cançó més coneguda de Sau i una de les més versionades, per exemple per cantants com Luz Casal o Shakira. Inclou una declaració d'amor a la lluna, encara que sembla un poema pensat per a una noia. L'astre, inassolible al cel, simbolitza un amor impossible, que es canta des d'una posició de servitud que recorda a l'amor cortès, on el trobador ret vassallatge a la seva dama, qui sovint li nega els seus favors o es mostra tant distant com la lluna. Una altra referència, confessada per Pep Sala, és la de la cèlebre escena de la mort del replicant de la pel·lícula Blade Runner. L'ambientació, com a altres cançons del disc, és un bar on ell beu sol i es lamenta de la seva dissort. El reflex de la lluna a la copa és el desllorigador de tot el tema, que va aparèixer igualment com a senzill. El títol va ser usat per a un musical que versionava els millors èxits del rock català.

### La lluna i jo
En aquesta cançó s'inclouen diversos dels referents del disc: la lluna associada a l'amor impossible (aquí companya i aliada del protagonista en la seva solitud), la noia llunyana per algun motiu indefinit, l'esperança frustrada d'assolir una relació o de tornar al passat i el to melangiós. El cantant es dirigeix a la seva estimada, igual que en altres temes, en un diàleg que esdevé monòleg per l'absència d'ella. Els condicionals que fan referència a un món feliç però impossible, on s'acabi la mala sort, lligada al símbol clàssic de la roda de la fortuna. Per aquest anhel insatisfet hi ha qui pensa que el narrador està boig, però ell afirma que continuarà esperant eternament que tingui lloc aquest canvi.

### Perestroika
El títol d'aquesta cançó es refereix a la perestroika russa, concebuda com a canvi idealista però que en el fons no porta un nou món, com demostra el to trist de tot el tema, reforçat pel ritme lent, proper a la balada. El cantant escriu cartes d'amor a la seva estimada en un dia plujós en consonància amb el seu estat anímic, com en altres temes del disc. En aquest cas ella està a Rússia i ell omple fulls amb el seu nom, invocant-la. Aquesta carta sense resposta és alhora una mostra de l'amor frustrat però també del xoc entre blocs (el món occidental i el soviètic) malgrat els intents de canvi. La política no ajuda a la trobada, en una nova crítica als governants en paral·lel a l'efectuada en altres cançons. Al seu origen el tema, tanmateix, no tenia una intenció crítica, ja que el títol va sorgir perquè la paraula feia gràcia a Pep Sala. La melodia és un arranjament d'una cançó anterior, Portal del temps, del primer disc de Sau, considerada aleshores com a poc reeixida pels seus autors.

### Al final del carrer
El cantant se sent a disgust al seu entorn, que l'empresona, i del qual vol fugir per assolir la llibertat. L'ambient urbà és vist com a hostil i l'única salvació possible vindrà de la mà de l'amor, que ell espera eternament. Es dirigeix cap aquest amor redemptor i usa metàfores marineres per expressar el seu estat d'ànim: ell és un nàufrag en un mar d'asfalt que envia missatges desesperats en una ampolla perquè no pot suportar la seva situació actual. Enfront aquest panorama desolador, però, encara brillen estrelles, afirmació que es repeteix a diversos punts de les estrofes centrals i finals. Aquestes estrelles il·luminen el present fosc del narrador.

### Tango amor, tango a mort
El tango suposat es dirigeix a un pare o mare d'un país afectat per la guerra, una guerra que ja ha acabat però que ha deixat seqüeles en els que la van patir, que viuran per sempre amb por al cos. La mort és una amenaça constant, un possible retorn dels botxins i del conflicte que taca qualsevol relació i que es transmet entre generacions. El títol actua al mateix temps com a tornada. L'amor que hauria de regir les relacions filials s'ha vist anul·lat per la mort, ja que la por dels progenitors provoca que hagin criat els infants sense l'estima, i tot pels militars a qui culpa i increpa de forma explícita al final de la darrera estrofa.

### Glòria per tu
Aquesta cançó contrasta amb la resta del disc per ser un himne optimista on es lloa l'amistat. L'amic, que en certa manera ocupa el lloc de la divinitat i d'aquí el títol de "Glòria" com l'himne litúrgic, ha vist caure el cantant diverses vegades i sempre li ha donat suport. Es posen diversos exemples en què al llarg del temps aquest amic ha estat present, ajudant en moments claus, fet que omple d'esperança el narrador, perquè sent que sempre pot recórrer a aquesta persona. S'evoquen moments de companyonia associats a converses al voltant del tabac i l'alcohol com el veritable sentit de la vida, atès que tornen plaent l'existència.

### Tanca els ulls
La darrera cançó del disc és també la més breu i consisteix en una cançó de bressol on el cantant assegura a un presumpte infant (el destinatari és indeerminat) que pot tancar els ulls i adormir-se perquè ell es quedarà al seu costat i no estarà sol. Aquesta seguretat i confort clou de manera positiva l'àlbum, ja que les dues cançons més optimistes es troben al final. El to suau, associat a aquest gènere musical, s'acompanya de repeticions per refermar el missatge tranquil·litzador.

## Llista de cançons
La llista de les cançons de Quina nit és el següent
| Núm. | Títol                      | Durada |
| ---- | -------------------------- | ------ |
| 1.   | «És inútil continuar»      | 4:45   |
| 2.   | «Restaurant xinès»         | 3.23   |
| 3.   | «Envia'm un angel»         | 4:59   |
| 4.   | «Encara que siguin de bar» | 3:36   |
| 5.   | «Deprimit III»             | 5:36   |
| 6.   | «Foc al cos»               | 3:02   |
| 7.   | «Si un dia he de tornar»   | 4:20   |
| 8.   | «Boig per tu»              | 4:18   |
| 9.   | «La lluna i jo»            | 5:11   |
| 10.  | «Perestroika»              | 3:45   |
| 11.  | «Al final del carrer»      | 4:35   |
| 12.  | «Tango amor, tango a mort» | 5:30   |
| 13.  | «Glòria per tu»            | 3:51   |
| 14.  | «Tanca els ulls»           | 1:33   |